# Diāna Marcinkēviča
Diāna Marcinkēviča (Riga, 3 agosto 1992) è una tennista lettone.

## Biografia
A livello juniores ha vinto tre titoli in singolo e ben sedici in doppio.
Nel 2014 ha raggiunto il suo best ranking tra le professioniste come singolarista, 198ª, e come doppista, 146ª.
In Fed Cup il suo bilancio attuale è di 22 vittorie e 23 sconfitte.

## Statistiche ITF

### Singolare

#### Vittorie (8)
| Torneo $100.000 (0) |
| Torneo $80.000 (0)  |
| Torneo $75.000 (0)  |
| Torneo $60.000 (0)  |
| Torneo $50.000 (0)  |
| Torneo $40.000 (0)  |
| Torneo $25.000 (4)  |
| Torneo $15.000 (0)  |
| Torneo $10.000 (4)  |

| N. | Data             | Torneo                                     | Superficie  | Avversaria in finale | Punteggio           |
| 1. | 16 agosto 2009   | Tallink SEB Open, Tallinn                  | Cemento     | Anna Orlik           | 2–6, 7–5, 7–6(9)    |
| 2. | 8 maggio 2011    | Petroupoli Cup, Petroupoli                 | Cemento     | Despina Papamichail  | 5–7, 7–5, 6–3       |
| 3. | 28 luglio 2013   | AEGON Pro Series Wrexham, Wrexham          | Cemento (i) | Jovana Jakšić        | 5-7, 7-5, 6-2       |
| 4. | 26 ottobre 2014  | Ciudad de Victoria, Ciudad Victoria        | Cemento     | Paula Badosa Gibert  | 6(2)-7, 6-3, 6-1    |
| 5. | 1º maggio 2016   | Heraklion Hellenic Zeus Circuit, Heraklion | Cemento     | Sara Cakarevic       | 6-1, 6–3            |
| 6. | 11 dicembre 2016 | Solapur Women's Open, Solapur              | Cemento     | Anastasija Gasanova  | 6-3, 7-6(4)         |
| 7. | 3 novembre 2018  | AEGON Pro Series Wirral, Wirral            | Cemento (i) | Arantxa Rus          | 7-6(2), 0-6, 7-6(4) |
| 8. | 27 agosto 2023   | Verbier Open, Verbier                      | Terra rossa | Conny Perrin         | 6-3, 6-4            |

#### Sconfitte (14)
| Torneo $100.000 (0) |
| Torneo $80.000 (0)  |
| Torneo $75.000 (0)  |
| Torneo $60.000 (2)  |
| Torneo $50.000 (0)  |
| Torneo $40.000 (0)  |
| Torneo $25.000 (8)  |
| Torneo $15.000 (0)  |
| Torneo $10.000 (4)  |

| N.  | Data              | Torneo                                                    | Superficie  | Avversaria in finale | Punteggio        |
| 1.  | 31 ottobre 2010   | ITF Women's Circuit Monastir, Monastir                    | Cemento     | Jana Čepelová        | 2–6, 2-6         |
| 2.  | 20 marzo 2011     | Zuerioberland Open, Fällanden                             | Sintetico   | Myriam Casanova      | 3-6, 4-6         |
| 3.  | 11 marzo 2012     | Open GDF SUEZ de Bourgogne, Digione                       | Cemento (i) | Maryna Zanevs'ka     | 4-6, 4-6         |
| 4.  | 22 luglio 2012    | AEGON Pro Series Foxhills, Woking-Foxhills                | Cemento     | Sarah Gronert        | 2–6, 3-6         |
| 5.  | 1º settembre 2013 | Open International Féminin de Wallonie de Tennis, Fleurus | Terra rossa | Arantxa Rus          | 3-6, 2-6         |
| 6.  | 24 aprile 2016    | Heraklion Hellenic Zeus Circuit, Heraklion                | Cemento     | Nastassja Burnett    | 4-6, 6(4)-7      |
| 7.  | 24 settembre 2017 | Open GDF SUEZ de Bretagne, Saint-Malo                     | Terra rossa | Polona Hercog        | 3-6, 3-6         |
| 8.  | 23 dicembre 2017  | Ganesh Naik ITF Women's Tennis Tournament, Navi Mumbai    | Cemento     | Gabriella Taylor     | 6-4, 6(7)-7, 3-6 |
| 9.  | 22 dicembre 2018  | Ganesh Naik ITF Women's Tennis Tournament, Navi Mumbai    | Cemento     | Barbara Haas         | 6-0, 3-6, 5-7    |
| 10. | 9 giugno 2019     | Internazionali Femminili di Tennis di Brescia, Brescia    | Terra rossa | Jasmine Paolini      | 2-6, 1-6         |
| 11. | 1º settembre 2019 | Verbier Open, Verbier                                     | Terra rossa | Indy de Vroome       | 3-6, 6-3, 6(2)-7 |
| 12. | 25 dicembre 2021  | NECC ITF International Women's Tournament, Pune           | Cemento     | Moyuka Uchijima      | 2-6, 5-7         |
| 13. | 2 gennaio 2022    | Ganesh Naik ITF Women's Tennis Tournament, Navi Mumbai    | Cemento     | Ekaterina Rejngol'd  | 3-6, 2-6         |
| 14. | 25 novembre 2023  | Raiffeisen ITF Val Gardena Südtirol, Ortisei              | Cemento (i) | Mona Barthel         | 2-6, 7-6(6), 4-6 |

### Doppio

#### Vittorie (31)
| Torneo $100.000 (0) |
| Torneo $80.000 (0)  |
| Torneo $75.000 (0)  |
| Torneo $60.000 (1)  |
| Torneo $50.000 (1)  |
| Torneo $40.000 (0)  |
| Torneo $25.000 (16) |
| Torneo $15.000 (4)  |
| Torneo $10.000 (9)  |

| N.  | Data              | Torneo                                                              | Superficie      | Compagna              | Avversarie in finale                        | Punteggio              |
| 1.  | 4 ottobre 2008    | ITF Women's Circuit Mytilini, Mytilini                              | Cemento         | Renata Bakieva        | Eirini Georgatou Jade Hopper                | 6-1, 6-3               |
| 2.  | 8 agosto 2009     | Savitaipale Ladies Open, Savitaipale                                | Terra rossa     | Anna Orlik            | Malou Ejdesgaard Ester Masuri               | 4–6, 6–2, [10-5]       |
| 3.  | 15 agosto 2009    | Tallink SEB Open, Tallinn                                           | Cemento         | Anna Orlik            | Jade Hopper Lisa Marshall                   | 6-1, 0-6, [10-7]       |
| 4.  | 31 luglio 2010    | Tampere Open, Tampere                                               | Terra rossa     | Irina Kuzmina         | Amandine Hesse Monika Tůmová                | 6-4, 6-2               |
| 5.  | 7 agosto 2010     | Savitaipale Ladies Open, Savitaipale                                | Terra rossa     | Alexandra Artamonova  | Nina Munch-Søgaard Katariina Tuohimaa       | 6-2, 6-3               |
| 6.  | 11 settembre 2010 | Nikea Larissas Tournament, Larissa                                  | Cemento         | Alexandra Artamonova  | Claudia-Gianina Dumitrescu Diana Isaeva     | 6-1, 6-1               |
| 7.  | 21 maggio 2011    | Rethymno Women's Futures, Rethymno                                  | Cemento         | Alexandra Artamonova  | Anna Fitzpatrick Jade Windley               | 6-2, 6-3               |
| 8.  | 4 febbraio 2012   | AEGON Pro Series Sunderland, Sunderland                             | Cemento (i)     | Justyna Jegiołka      | Martina Caciotti Anastasia Grymalska        | 6-4, 2-6, [10-6]       |
| 9.  | 3 marzo 2012      | Open GDF SUEZ Bron-Parilly, Bron                                    | Cemento (i)     | Despina Papamichail   | Justine Ozga Isabella Šinikova              | 7-5, 7-5               |
| 10. | 10 marzo 2012     | Open GDF SUEZ de Bourgogne, Digione                                 | Cemento (i)     | Despina Papamichail   | Jana Sizikova Alison Van Uytvanck           | 7-5, 7-6(7)            |
| 11. | 26 maggio 2012    | Internazionali Femminili di Tennis di Brescia, Brescia              | Terra rossa     | Corinna Dentoni       | Tereza Mrdeža Maša Zec Peškirič             | 6-2, 6-1               |
| 12. | 29 settembre 2012 | Open GDF SUEZ Clermont-Ferrand, Clermont-Ferrand                    | Cemento (i)     | Bibiane Schoofs       | Samantha Murray Jade Windley                | 6-3, 6-0               |
| 13. | 20 ottobre 2012   | AEGON Pro Series Glasgow, Glasgow                                   | Cemento (i)     | Justyna Jegiołka      | Nicole Clerico Anna Zaja                    | 6-2, 6-1               |
| 14. | 27 aprile 2013    | ITF Women's Circuit Chiasso, Chiasso                                | Terra rossa     | Aljaksandra Sasnovič  | Nicole Clerico Giulia Gatto-Monticone       | 6(2)-7, 6-4, [10-7]    |
| 15. | 31 agosto 2013    | Open International Féminin de Wallonie de Tennis, Fleurus           | Terra rossa     | Irina Chromačëva      | Gabriela Cé Daniela Seguel                  | 6-4, 6-3               |
| 16. | 3 maggio 2014     | Wiesbaden Tennis Open, Wiesbaden                                    | Terra rossa     | Viktorija Golubic     | Julia Glushko Mandy Minella                 | 6-4, 6-3               |
| 17. | 19 luglio 2015    | Schönbusch Open, Aschaffenburg                                      | Cemento         | Al'ona Sotnikova      | Alona Fomina Sofija Kovalec                 | 3-6, 6-4, [10-5]       |
| 18. | 25 settembre 2016 | Open GDF SUEZ de Bretagne, Saint-Malo                               | Terra rossa     | Lina Ǵorčeska         | Alexandra Cadanțu Jaqueline Cristian        | 3-6, 6-3, [10-8]       |
| 19. | 20 novembre 2016  | Hart Open, Zawada                                                   | Sintetico (i)   | Justyna Jegiołka      | Ilona Kramen' Vera Lapko                    | 6-4, 7-5               |
| 20. | 5 marzo 2017      | Open GDF SUEZ de la Ville de Macon, Mâcon                           | Cemento (i)     | Ilona Kramen'         | Alice Matteucci Camilla Rosatello           | 6(5)-7, 7-6(1), [10-4] |
| 21. | 19 marzo 2017     | Open GDF SUEZ de Gonesse, Gonesse                                   | Terra rossa (i) | Ilona Kramen'         | Hanna Poznichirenko Ekaterina Jašina        | 6-1, 6-4               |
| 22. | 9 aprile 2017     | Open GDF SUEZ de Bourgogne, Digione                                 | Cemento (i)     | Rebeka Masarova       | Victoria Muntean Anastasija Zaryc'ka        | 6-4, 6-3               |
| 23. | 10 settembre 2017 | XIXO Open Balatonboglár, Balatonboglár                              | Terra rossa     | Irina Chromačëva      | Ágnes Bukta Vivien Juhászová                | 6-4, 6-3               |
| 24. | 24 settembre 2017 | Open GDF SUEZ de Bretagne, Saint-Malo                               | Terra rossa     | Daniela Seguel        | Irina Maria Bara Mihaela Buzărnescu         | 6-3, 6-3               |
| 25. | 22 dicembre 2017  | Ganesh Naik ITF Women's Tennis Tournament, Navi Mumbai              | Cemento         | Georgina García Pérez | Pranjala Yadlapalli Tamara Zidanšek         | 6-0, 6-1               |
| 26. | 25 febbraio 2018  | Altenkirchen Ladies Open, Altenkirchen                              | Sintetico (i)   | Katarzyna Piter       | Valentini Grammatikopoulou Maryna Zanevs'ka | w/o                    |
| 27. | 23 luglio 2021    | Open International Des Contamines-Montjoie, Les Contamines-Montjoie | Terra rossa     | Chiara Scholl         | María Lourdes Carlé Ylena In-Albon          | 3-6, 6-2, [10-7]       |
| 28. | 16 ottobre 2021   | Lagos International Ladies Open, Lagos                              | Cemento         | Yuan Yue              | Miriam Kolodziejová Jesika Malečková        | w/o                    |
| 29. | 1º gennaio 2022   | Ganesh Naik ITF Women's Tennis Tournament, Navi Mumbai              | Cemento         | Jibek Kulambaeva      | Anna Danilina Valerija Strachova            | 6-3, 4-6, [10-6]       |
| 30. | 18 febbraio 2023  | Joygaon Open, Jhajjar                                               | Cemento         | Fanny Östlund         | Vaidehi Chaudhari Zeel Desai                | 6-2, 6-1               |
| 31. | 23 agosto 2024    | Verbier Open, Verbier                                               | Terra rossa     | Haley Giavara         | Inès Ibbou Naïma Karamoko                   | 2-6, 6-3, [10-7]       |

#### Sconfitte (44)
| Torneo $100.000 (2) |
| Torneo $80.000 (0)  |
| Torneo $75.000 (1)  |
| Torneo $60.000 (5)  |
| Torneo $50.000 (1)  |
| Torneo $40.000 (1)  |
| Torneo $25.000 (28) |
| Torneo $15.000 (2)  |
| Torneo $10.000 (4)  |

| N.  | Data              | Torneo                                                              | Superficie      | Compagna              | Avversarie in finale                          | Punteggio            |
| 1.  | 10 agosto 2008    | Savitaipale Ladies Open, Savitaipale                                | Cemento         | Ekaterina Prozorova   | Hanne Skak Jensen Davinia Lobbinger           | 1-6, 3-6             |
| 2.  | 12 luglio 2009    | Cemil Alevli Cup, Gaziantep                                         | Terra rossa     | Yuliana Umanets       | Nigina Abduraimova Jade Hopper                | 3–6, 7–6(6), [11–13] |
| 3.  | 8 maggio 2011     | Petroupoli Cup, Petroupoli                                          | Cemento         | Alexandra Artamonova  | Kim Grajdek Zuzana Linhová                    | 6–3, 3–6, [6–10]     |
| 4.  | 26 agosto 2012    | Modal Euro-Ten du Pays de Charleroi, Charleroi                      | Terra rossa     | Ilona Kramen'         | Séverine Beltrame Laura Thorpe                | 6–3, 4–6, [7–10]     |
| 5.  | 14 ottobre 2012   | Open GDF Suez de Touraine, Joué-lès-Tours                           | Cemento (i)     | Justyna Jegiołka      | Séverine Beltrame Julie Coin                  | 5-7, 4-6             |
| 6.  | 4 novembre 2012   | AEGON Pro Series Barnstaple, Barnstaple                             | Cemento (i)     | Aljaksandra Sasnovič  | Akgul Amanmuradova Vesna Dolonc               | 3-6, 1-6             |
| 7.  | 2 giugno 2013     | Torneo Internazionale Femminile Città di Grado, Grado               | Terra rossa     | Viktorija Golubic     | Yurika Sema Zhou Yimiao                       | 6–1, 5–7, [7–10]     |
| 8.  | 23 giugno 2013    | Lenzerheide Open, Lenzerheide                                       | Terra rossa     | Veronika Kudermetova  | Belinda Bencic Kateřina Siniaková             | 0–6, 2–6             |
| 9.  | 18 agosto 2013    | Westend Ladies Tennis Cup, Westend                                  | Cemento         | Antonia Lottner       | Tatiana Búa Daniela Seguel                    | 3–6, 7–5, [9–11]     |
| 10. | 10 novembre 2013  | Open Feminin 50, Équeurdreville-Hainneville                         | Cemento (i)     | Eva Wacanno           | Timea Bacsinszky Kristina Barrois             | 4–6, 3–6             |
| 11. | 17 novembre 2013  | Hart Open, Zawada                                                   | Sintetico (i)   | Justyna Jegiołka      | Nikola Fraňková Tereza Smitková               | 1–6, 6–2, [8–10]     |
| 12. | 15 dicembre 2013  | Ganesh Naik ITF Women's Tennis Tournament, Navi Mumbai              | Cemento         | Oksana Kalašnikova    | Jocelyn Rae Anna Smith                        | 4–6, 6(5)–7          |
| 13. | 7 settembre 2014  | AEGON Pro Series Barnstaple, Barnstaple                             | Cemento (i)     | Viktorija Golubic     | Alizé Lim Carina Witthöft                     | 2-6, 1-6             |
| 14. | 12 luglio 2015    | Trofeo Mabo, Torino                                                 | Terra rossa     | Susanne Celik         | Xenia Knoll Alice Matteucci                   | 2-6, 5-7             |
| 15. | 25 ottobre 2015   | Florence Open, Florence (Carolina del Sud)                          | Cemento         | Chiara Scholl         | Ema Burgić Bucko Keri Wong                    | 6(6)-7, 1-6          |
| 16. | 27 marzo 2016     | Open du Havre, Le Havre                                             | Terra rossa (i) | Georgina García Pérez | Bernarda Pera Sabrina Santamaria              | 2-6, 2-6             |
| 17. | 12 marzo 2017     | Internationaux Féminins d'Amiens, Amiens                            | Terra rossa (i) | Ilona Kramen'         | Camilla Rosatello Melanie Stokke              | 3-6, 0-6             |
| 18. | 6 maggio 2017     | Wiesbaden Tennis Open, Wiesbaden                                    | Terra rossa     | Rebeka Masarova       | Vivian Heisen Storm Sanders                   | 5-7, 7-5, [8-10]     |
| 19. | 26 maggio 2017    | Internazionali Femminili di Tennis Città di Caserta, Caserta        | Terra rossa     | Camilla Rosatello     | Deborah Chiesa Martina Colmegna               | 6(5)-7, 4-6          |
| 20. | 27 agosto 2017    | Open GDF SUEZ de Bourgogne, Digione                                 | Cemento (i)     | Anastasiya Komardina  | Cornelia Lister María Teresa Torró Flor       | 6-3, 6(5)-7, [9-11]  |
| 21. | 2 marzo 2018      | Open GDF SUEZ de la Ville de Macon, Mâcon                           | Cemento (i)     | Manon Arcangioli      | Mathilde Armitano Elixane Lechemia            | 1-6, 6-3, [8-10]     |
| 22. | 16 giugno 2018    | Bredeney Ladies Open, Essen                                         | Terra rossa     | Chanel Simmonds       | Katharina Gerlach Julia Wachaczyk             | 4-6, 6-2, [6-10]     |
| 23. | 24 agosto 2018    | Braunschweig Women's Open, Braunschweig                             | Terra rossa     | Cornelia Lister       | Julia Wachaczyk Anastasia Zarycká             | 4-6, 6-3, [9-11]     |
| 24. | 22 settembre 2018 | Open GDF SUEZ de Bretagne, Saint-Malo                               | Terra rossa     | Alexandra Cadanțu     | Cristina Bucșa Maria Fernanda Herazo Gonzalez | 6-4, 1-6, [8-10]     |
| 25. | 6 ottobre 2018    | Obidos Ladies Open, Óbidos                                          | Sintetico       | Panna Udvardy         | Natalija Kostić Akiko Ōmae                    | 3-6, 6-4, [7-10]     |
| 26. | 12 ottobre 2018   | Obidos Ladies Open, Óbidos                                          | Sintetico       | Cristina Bucșa        | Michaëlla Krajicek Ingrid Neel                | 2-6, 2-6             |
| 27. | 29 giugno 2019    | Open GDF SUEZ du Périgord, Périgueux                                | Terra rossa     | María Herazo González | Barbara Gatica Rebeca Pereira                 | 4-6, 2-6             |
| 28. | 23 novembre 2019  | ITF Womens Bhopal, Bhopal                                           | Cemento         | Valerija Strachova    | Rutuja Bhosale Emily Webley-Smith             | 4-6, 5-7             |
| 29. | 29 agosto 2021    | Verbier Open, Verbier                                               | Terra rossa     | Marija Timofeeva      | Ėrika Andreeva Ekaterina Makarova             | 1-6, 4-6             |
| 30. | 26 marzo 2022     | Open du Havre, Le Havre                                             | Terra rossa (i) | Chiara Scholl         | Cristina Bucșa Georgina García Pérez          | 4-6, 3-6             |
| 31. | 4 giugno 2022     | Internazionali Femminili di Tennis di Brescia, Brescia              | Terra rossa     | Jibek Kulambaeva      | Nuria Brancaccio Lisa Pigato                  | 4-6, 1-6             |
| 32. | 1º settembre 2022 | CMG Tennis Cup, Trieste                                             | Terra rossa     | Lucija Ćirić Bagarić  | Lu Jiajing Nika Radišić                       | 5-7, 6-3, [13-15]    |
| 33. | 8 ottobre 2022    | Empire Women's Indoor, Trnava                                       | Cemento (i)     | Conny Perrin          | Mariam Bolkvadze Maia Lumsden                 | 2-6, 3-6             |
| 34. | 9 giugno 2023     | Carinthian Ladies Lake´s Trophy, Pörtschach am Wörther See          | Terra rossa     | Elena-Teodora Cadar   | Weronika Falkowska Sofia Sewing               | 1-6, 2-6             |
| 35. | 22 luglio 2023    | Open Araba en Femenino, Vitoria                                     | Cemento         | Estelle Cascino       | Alicia Barnett Olivia Nicholls                | 3-6, 4-6             |
| 36. | 28 luglio 2023    | ITF Open Castilla y Leon, El Espinar                                | Cemento         | Ku Yeon-woo           | Rasheeda Mcadoo Alexandra Osborne             | 4-6, 3-6             |
| 37. | 5 agosto 2023     | Women's TEC Cup, Barcellona                                         | Cemento         | Estelle Cascino       | Prarthana Thombare Anastasija Tichonova       | 6-3, 1-6, [7-10]     |
| 38. | 2 settembre 2023  | TCCB Open, Collonge-Bellerive                                       | Terra rossa     | Estelle Cascino       | Conny Perrin Anna Sisková                     | 6(4)-7, 1-6          |
| 39. | 21 ottobre 2023   | Faro Ladies Open, Faro                                              | Cemento         | Sapfo Sakellaridi     | Maryna Kolb Nadiia Kolb                       | 4-6, 3-6             |
| 40. | 13 aprile 2024    | Bujumbura Open, Bujumbura                                           | Terra rossa     | Naïma Karamoko        | Kamilla Bartone Sada Nahimana                 | 6-4, 3-6, [7-10]     |
| 41. | 11 maggio 2024    | Torneig Internacional Femení Platja d'Aro 365, Castell-Platja d'Aro | Terra rossa     | Matilde Jorge         | Eleni Christofi Daniela Vismane               | 4-6, 2-6             |
| 42. | 20 luglio 2024    | Open Araba en Femenino, Vitoria                                     | Cemento         | Lia Karatančeva       | Alex Eala Estelle Cascino                     | 3-6, 6-2, [4-10]     |
| 43. | 19 ottobre 2024   | Faro Ladies Open, Faro                                              | Cemento         | Lia Karatančeva       | Weronika Falkowska Stéphanie Visscher         | 4-6, 6-2, [5-10]     |
| 44. | 2 novembre 2024   | Engie Open Nantes Atlantique, Nantes                                | Cemento (i)     | Sada Nahimana         | Tyra Caterina Grant Camilla Rosatello         | 2-6, 1-6             |